# Teruki Tabata
Teruki Tabata (jap. 田畑 輝樹, Tabata Teruki; * 16. April 1979 in der Präfektur Kagoshima) ist ein ehemaliger japanischer Fußballspieler.

## Karriere

### Fußball
Tabata erlernte das Fußballspielen in der Schulmannschaft der Kagoshima Jitsugyo High School. Seinen ersten Vertrag unterschrieb er 1998 bei Albirex Niigata, spielte in der japanischen Zweitligisten, der Japan Football League. 1999 stieg er mit dem Verein in die J2 League auf. 1999 beendete er seine Spielerkarriere.

### Beachsoccer
Mit der japanischen Nationalmannschaft qualifizierte er sich für die Beachsoccer-Weltmeisterschaft 2007, 2008, 2009, 2011, 2013, 2015, 2017 und 2019.